# 奕詢
奉恩鎮國公奕詢（1849年3月6日—1871年8月16日），惠端親王綿愉第四子，母側室謝佳氏，其父為伊林布，惠親王奕詢支系第一代。
他在道光二十九年二月（1849年）出生，咸豐十年正月（1856年）受封不入八分鎮國公，同治三年七月（1864年）進封為奉恩鎮國公。
同治十年七月（1871年）他去世，虛齡二十三岁，由養子載澤襲封奕詢支系第二代。